# Maltratadas (serie de televisión)
Maltratadas fue un unitario argentino producido por Torneos, ganador de los concursos organizados por el INCAA en 2011. La ficción escrita por Esther Feldman y Alejandro Maci (creadores de Los exitosos Pells y Lalola) toma como eje de narración la violencia de género sufrida por la mujer, representada en los diferentes episodios.
Originalmente la miniserie iba a ser transmitida en 2010 en Uruguay y producida por Flor Latina en coproducción con Teledoce.

## Episodio piloto
El piloto de la serie se realizó en septiembre del 2010 en las ciudades uruguayas de Montevideo y Canelones, producido por Flor Latina en coproducción con Teledoce, dirigido por Alberto Lecchi con elenco internacional; protagonizado por Valentina Bassi, Gonzalo Valenzuela, Soledad Fandiño y Facundo Espinosa.
Fue presentado en la feria de MIPCOM y declarada de interés ministerial por el Ministerio de desarrollo social de Uruguay.
Elenco
- Valentina Bassi[4]
- Soledad Fandiño[4]
- Gonzalo Valenzuela
- Facundo Espinosa
- Carlos Santamaria
- María Ibarreta
- Mirella Pascual
- Augusto Mazzarelli
- Diego Delgrossi
- Jessica Zunino
- Marcel Keoroglian

## Unitario
"Este unitario es uno de las ganadoras del concurso "Ficción para Todos", junto con Historias de la primera vez, Decisiones de vida, Vindica, El pacto, Los Sónicos y El paraíso, con el cual el Instituto Nacional de Ciencias y Artes Audiovisuales (Incaa) promueve la realización de programas para ser emitidos en alta definición. De las 10 series ganadoras de 13 episodios de una hora, América emitirá las cuatro que estrena esta semana, Canal 9 emitirá en breve otras cinco y Telefé, una más." La ficción estaría finalizando el día 19 de diciembre de 2011, teniendo en cuenta lo pautado en el concurso del INCAA.
El unitario con la Producción General de Juan Parodi,  presenta un elenco rotativo con un mínimo de tres actores, reconocidos, que representan la violencia de género de cada episodio.
La guionista Esther Feldman, autora de "Maltratadas", explicó  el objetivo de esta ficción:

es "derribar algunos clichés y dejar de pensar que la violencia de género solo es el resultado de un hombre borracho que le pega a una mujer de bajos recursos".

"Es más bien un problema a nivel mundial que incluye muchas aristas como el abuso infantil de parientes cercanos, la violencia verbal, el aislamiento y otras tantas cosas que, cuando empezás a escarbar, te das cuenta que es más habitual de lo que todos creemos".

### Debut
“Maltratadas, su única culpa es haber nacido mujer”, la ficción producida por Torneos, tuvo un buen debut el 26 de septiembre de 2011 en la pantalla de América, con meritorios 5,1 puntos de índice de audiencia según datos de IBOPE.
El unitario mostró el primero de sus trece capítulos y, si bien no fue lo más visto del día en América, tuvo una buena cifra para la competitiva franja de las 23.

### Temática
El unitario está formada por historias de violencia familiar, laboral, doméstica y sexual que terminarán siendo episodios para televisión dirigidos por Alberto Lecchi y transmitidos por América.
El unitario refleja distintos casos de violencia sexual, abuso sexual infantil, verbal, acoso laboral, aislamiento, violencia económica y hasta el femicidio.
El último episodio llamado “'El ídolo de barro” contará con la actuación de Luisana Lopilato y Juan Gil Navarro, Juan tendrá el papel de un de un conductor televisivo famoso que maltrata a su mujer, quien padece de violencia física y verbal de parte de su pareja. El episodio durará dos horas y será el cierre de este ciclo.
- La mejor: abuso sexual laboral.[12][13]
- Qué divino: violencia por aislamiento.
- Por amor: violencia por humillación.
- Las dos vidas de Solange: proxenetismo y violencia física.
- Eterno retorno: abuso sexual infantil.
- Castillo de naipes: abuso y violencia física.
- Acosada sin salida: abuso laboral.
- La invitada: Adulterio
- No se lo digas a nadie: acoso y violencia verbal.
- El espejo: violencia por negación de la palabra y del dinero. Maltrato en el noviazgo
- Cuestión de Poder: abuso físico y violencia patrimonial
- El ídolo de Barro: Femicidio

### Episodios
Los mismos son emitidos los lunes por América TV, después de Investigación límite, en el horario de las 23 horas, durante aproximadamente una hora. Animales sueltos continua con la programación del canal.
En cada episodio se emite una historia de abuso de género distinta, con un elenco rotativo y bajo la dirección de Alberto Lecchi.
| Episodio | Título                     | Elenco | Primera emisión          | Rating |
| -------- | -------------------------- | --- | ------------------------ | ------ |
| 1        | «La mejor»                 | Sabrina Garciarena, Rafael Ferro, Ezequiel Castaño y Arturo Goetz.                                          | 26 de septiembre de 2011 | 5,1    |
| 2        | «Qué divino»               | Vanesa González, Adrián Navarro y Carolina Papaleo.                                                         | 3 de octubre de 2011     | 3,6    |
| 3        | «Por amor»                 | Andrea Politti, Alejandro Awada y Guillermo Pfening.                                                        | 10 de octubre de 2011    | 4,3    |
| 4        | «Las dos vidas de Solange» | Eleonora Wexler, Ariel Staltari y José Luis Alfonzo.                                                        | 17 de octubre de 2011    | 5,4    |
| 5        | «Eterno retorno»           | Violeta Urtizberea, Luis Machín y Lorenzo Quinteros.                                                        | 24 de octubre de 2011    | 3,6    |
| 6        | «Castillo de naipes»       | Esther Goris, Víctor Laplace, Ana Celentano y José María Muscari.                                           | 31 de octubre de 2011    | 3,7    |
| 7        | «Acosada sin salida»       | Gloria Carra, Patricio Contreras y Fabian Vena.                                                             | 7 de noviembre de 2011   | 3,8    |
| 8        | «La invitada»              | Natalia Lobo, Diego Alonso y Silvina Luna.                                                                  | 14 de noviembre de 2011  | 5,4    |
| 9        | «No se lo digas a nadie»   | Laura Novoa, Carlos Santamaría y Alejandra Flechner.                                                        | 21 de noviembre de 2011  | 4,7    |
| 10       | «El espejo»                | Horacio Peña, Celina Rucci, Norma Pons y Paula Sartor.                                                      | 28 de noviembre de 2011  | 4,7    |
| 11       | «Cuestión de poder»        | Soledad Fandiño, Gonzalo Valenzuela, Valentina Bassi, Facundo Espinosa, Carlos Santamaría y María Ibarreta. | 5 de diciembre de 2011   | 5,3    |
| 12       | «El ídolo de Barro»        | Luisana Lopilato, Juan Gil Navarro, Pasta Dioguardi, Gerardo Chendo, Magela Zanotta y Benjamín Amadeo       | 12 de diciembre de 2011  | 3,5    |
| 13       | «El ídolo de Barro 2»      | Luisana Lopilato, Juan Gil Navarro, Pasta Dioguardi, Gerardo Chendo, Magela Zanotta y Benjamín Amadeo       | 19 de diciembre de 2011  | 3,1    |

### Las maltratadas
- 01) Sabrina Garciarena: «La mejor:abuso sexual laboral.».
- 02) Vanesa Gonzalez: «Qué divino: violencia por aislamiento.».
- 03) Andrea Politti: «Por amor: violencia por humillación.».
- 04) Eleonora Wexler: «Las dos vidas de Solange: proxenetismo y violencia física.».
- 05) Violeta Urtizberea: «Eterno retorno: abuso sexual infantil.».
- 06) Esther Goris: «Castillo de naipes: abuso y violencia física.».
- 07) Gloria Carra: «Acosada sin salida: abuso laboral.».
- 08) Natalia Lobo: «La invitada: Adulterio».
- 09) Laura Novoa: «No se lo digas a nadie: acoso y violencia verbal.».
- 10) Celina Rucci y Paula Sartor: «El espejo: violencia por negación de la palabra y del dinero. Maltrato en el noviazgo.».
- 11) Soledad Fandiño y Valentina Bassi: «Cuestión de poder: abuso físico y violencia patrimonial.».
- 12) Luisana Lopilato: «El ídolo de Barro: Femicidio.».

### Los maltratadores
- 01) Rafael Ferro: «La mejor:abuso sexual laboral.».
- 02) Adrián Navarro: «Qué divino: violencia por aislamiento.».
- 03) Alejandro Awada: «Por amor: violencia por humillación.».
- 04) Ariel Staltari: «Las dos vidas de Solange: proxenetismo y violencia física.».
- 05) Luis Machín y Lorenzo Quinteros: «Eterno retorno: abuso sexual infantil.».
- 06) Víctor Laplace: «Castillo de naipes: abuso y violencia física.».
- 07) Patricio Contreras: «Acosada sin salida: abuso laboral.».
- 08) Diego Alonso: «La invitada: Adulterio».
- 09) Carlos Santamaría: «No se lo digas a nadie: acoso y violencia verbal.».
- 10) Horacio Peña y Eliseo Barrionuevo: «El espejo: violencia por negación de la palabra y del dinero. Maltrato en el noviazgo».
- 11) Gonzalo Valenzuela y Facundo Espinosa: «Cuestión de poder: abuso físico y violencia patrimonial.».
- 12) Juan Gil Navarro: «El ídolo de Barro: Femicidio.».

### Reconocimientos
- El 25 de noviembre de 2011, en el marco de la conmemoración del Día Internacional de la Eliminación de la Violencia contra la Mujer recibió un reconocimiento por parte de INADI junto a la Red feminista Comité de América Latina y el Caribe para la Defensa de los Derechos de la Mujer (CLADEM) y el Instituto de Género, Derecho y Desarrollo (INSGENAR); Latina Urbana, ONG con actividades barriales y comunitarias; la psicoanalista Cristina Vila, y la Red de Mujeres de La Matanza. El interventor del INADI, Pedro Mouratian; la coordinadora general de Programas, Capacitación e Investigación del INADI, Julia Contreras y las integrantes del Area de Género del INADI consideraron importante en este contexto, resaltar la labor de quienes trabajan en la concientización social de las secuelas de la violencia de género.[24]

- Es la serie más exitosa del concurso del INADI, logrando un buen promedio según (IBOPE).

## Premios y nominaciones
| Premio                     | Categoría  | Nominados   | Resultado |
| -------------------------- | ---------- | ----------- | --------- |
| Premios Martín Fierro 2012 | "UNITARIO" | Maltratadas | Nominado  |